# Manoelzinho
Manoel de Aguiar Fagundes, meglio conosciuto come Manoelzinho (Niterói, 22 agosto 1907 – 22 novembre 1953), è stato un calciatore brasiliano.

## Carriera
In carriera, Manoelzinho ha giocato per varie squadre di Niterói e per il Goytacaz.
Con la Nazionale brasiliana disputò il Mondiale 1930.